# Cocker spaniel
Cet article court présente un sujet plus développé dans plusieurs articles dérivés.
Pour les articles homonymes, voir Cocker et Spaniel.
Les appellations « cocker spaniel » ou « cocker » peuvent faire référence à deux races de chiens leveurs de gibier :
- le cocker spaniel américain ;
- le cocker spaniel anglais.

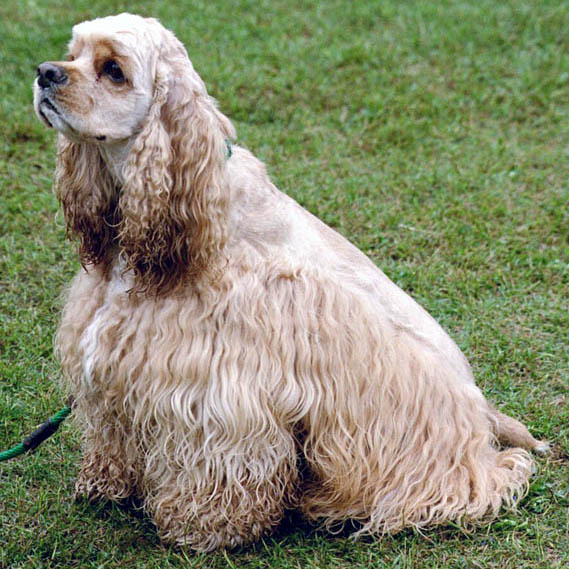
Cocker spaniel américain.
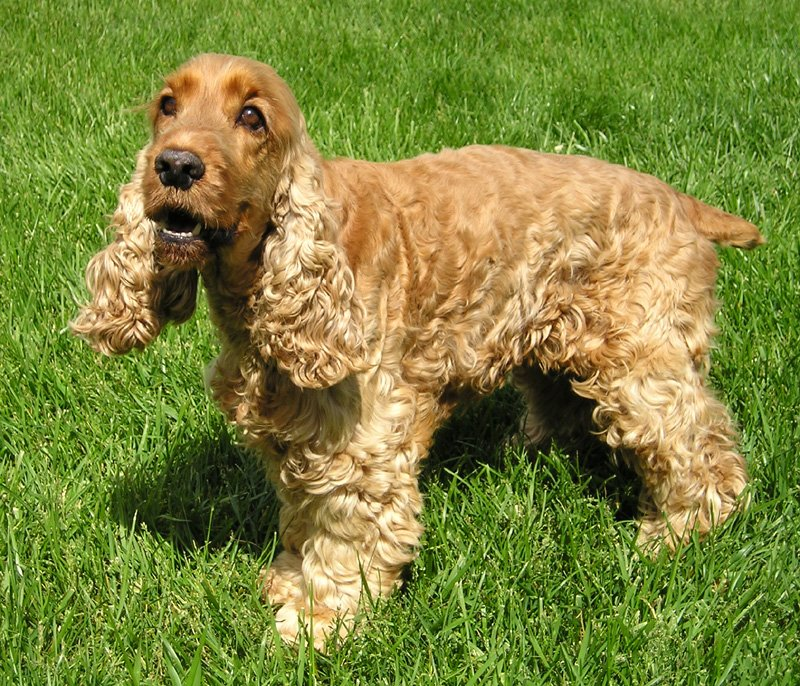
Cocker spaniel anglais.